# Mano de hierro (serie de televisión)
Mano de hierro es una serie de televisión por internet española de thriller y drama criminal creada y dirigida por Lluís Quílez para Netflix. Está producida por The Mediapro Studio y protagonizada por Eduard Fernández, Jaime Lorente, Chino Darín, Natalia de Molina, Sergi López y Enric Auquer. Se estrenó en Netflix el 15 de marzo de 2024.

## Trama
Joaquín Manchado (Eduard Fernández) es propietario de la principal terminal del puerto marítimo de Barcelona, el cual recibe casi 6.000 contenedores al día con mercancías procedentes de todo el mundo que, en un solo año, pueden ocultar más de 30.000 kg de cocaína. Si alguien quiere usar la infraestructura para importar una carga ilegal debe contar con su colaboración y con el apoyo de toda la red criminal que se ha conformado a su alrededor. Sin embargo, un inesperado accidente y la desaparición de un importante cargamento de cocaína desencadenará una despiadada guerra plagada de asesinatos y venganzas.

## Reparto

### Reparto principal
- Eduard Fernández como Joaquín Manchado
- Jaime Lorente como Néstor
- Chino Darín como Víctor Julve
- Natalia de Molina como Rocío Manchado
- Sergi López como Román Manchado
- Enric Auquer como Ricardo Manchado

### Reparto secundario
- Daniel Grao como Borrás
- Daniel Holguín como El Flaco (Episodio 1 - Episodio 5; Episodio 8)
- Raúl Briones como Ariel Ramírez-Pereira (Episodio 1 - Episodio 6; Episodio 8)
- Salva Reina como Miguel "Miki" Rosillo
- Gianni Fruttero como Lucía Ramírez-Pereira (Episodio 1 - Episodio 6; Episodio 8)
- Cosimo Fusco como El Francés
- Ana Torrent como Jueza Herrero (Episodio 1; Episodio 3; Episodio 5; Episodio 8)
- Melina Matthews como Nuria
- Joel Bosqued como Álex
- Marta Belmonte como Cristina
- Roberto Mateos como Rafael Ramírez-Pereira
- Haitcham J Díaz como sicario
- Xavi Sáez

## Capítulos
| N.º | Título                           | Dirigido por | Escrito por                                       | Fecha de lanzamiento original |
| --- | -------------------------------- | ------------ | ------------------------------------------------- | ----------------------------- |
| 1   | «La ley del puerto»              | Lluís Quílez | Lluís Quílez y Arturo Ruiz Serrano                | 15 de marzo de 2024           |
| 2   | «Larga vida al rey»              | Lluís Quílez | Lluís Quílez y Arturo Ruiz Serrano                | 15 de marzo de 2024           |
| 3   | «Trono de sangre»                | Lluís Quílez | Lluís Quílez y Asier Guerricaechevarría           | 15 de marzo de 2024           |
| 4   | «Doble o nada»                   | Lluís Quílez | Lluís Quílez y Daniel Corpas                      | 15 de marzo de 2024           |
| 5   | «Ojo por ojo, diente por diente» | Lluís Quílez | Lluís Quílez y Daniel Corpas                      | 15 de marzo de 2024           |
| 6   | «Un mal presagio»                | Lluís Quílez | Lluís Quílez y Daniel Corpas                      | 15 de marzo de 2024           |
| 7   | «Cruce de caminos»               | Lluís Quílez | Lluís Quílez, Daniel Corpas y Arturo Ruiz Serrano | 15 de marzo de 2024           |
| 8   | «Cuestión de sangre»             | Lluís Quílez | Lluís Quílez y Arturo Ruiz Serrano                | 15 de marzo de 2024           |

## Producción
El 24 de noviembre de 2022, Netflix anunció que habían comenzado el rodaje de una nueva serie, Mano de hierro, en diversas localizaciones de Barcelona, Lérida y Gerona. Chino Darín, Jaime Lorente, Natalia de Molina, Sergi López, Enric Auquer, Eduard Fernández, Melina Matthews, Roberto Mateos y Óscar Foronda fueron confirmados como los actores principales. Cuyos personajes fueron desvelados en la promoción de la serie en marzo de 2024.

## Lanzamiento y marketing
El 15 de febrero de 2024, Netflix desveló las primeras imágenes de la serie y programó su estreno para el 15 de marzo de 2024.

## Recepción
Mano de hierro ha recibido críticas generalmente positivas por parte de los críticos. Adrián Ruiz de Vertele dijo de su reparto coral que "echa en falta [...] la presencia de más actrices, pero mantiene a un buen nivel interpretativo la ficción" y destacó en particular a Eduard Fernández escribiendo que "sobresale en el plano interpretativo, dibujando [...] un villano memorable dentro de la ficción española", además de escribir sobre el guion que "Lluís Quílez repite [...] la exitosa fórmula que ya empleó en Bajocero [...] el cineasta crea auténticos polvorines que, con un gran manejo del ritmo, te dejan pegado a la pantalla", concluyendo que "se presenta [en sus dos primeros capítulos] como un buen thriller que, eso sí, desata una gran duda [...] es si logrará mantener ese 'gancho' en los otros seis capítulos que conforman la serie". Enric Albero de Serielizados escribió que "en su arranque, los guiones [...] se muestran más férreos que el de Bajocero" y que "la longitud serial permite a los guionistas ir más allá de la construcción de una trama más o menos adictiva", aunque lamentó que "el apartado visual se resiente cuando la acción se cruza", concluyendo que " lo mejor que podemos decir de Mano de hierro es que [los dos primeros capítulos] invitan a seguir con el resto [...] si bien es demasiado pronto para valorar el conjunto como satisfactorio". Lionel Marrero de Soydecine le dio a la serie tres estrellas de cinco, describiendo la serie como "un thriller sobrio que no quiere desviar nuestra atención en florituras [...] destina sus recursos en narrar una buena historia de mano de una serie de personajes realmente interesantes" y que "atiende a la demanda de muchos usuarios por disfrutar de un thriller que rezuma madurez con un reparto muy llamativo", aunque también fue crítico con "algunas escenas en las que el diálogo de los personajes se siente forzado o antinatural".